# Стагнюнас, Дейвидас
Дейвидас Стагнюнас (лит. Deividas Stagniūnas; род.28 апреля 1985 года в Каунасе, Литовская ССР, СССР) — литовский фигурист, выступающий в танцах на льду. С американской партнёршей Кэтрин Копели он — трёхкратный чемпион Литвы. Затем выступал с другой американкой — Изабеллой Тобиас, с которой они также стали чемпионами Литвы 2011 и 2012 годов. По состоянию на апрель 2012 года занимали 15-е место в рейтинге Международного союза конькобежцев (ИСУ).

## Карьера
Начал кататься на коньках в возрасте 5 лет. Тренировался у Лилии Ванагене.
В 2001 году переехал в США и перешёл в танцы на льду. С 2003 года выступал за Литву с американкой Кайлой Николь Фрей, с которой на чемпионате мира среди юниоров 2005 года они были 19-ми.
Тренировалась пара у Елены Гараниной и Валерия Спиридонова.
В 2006 году Дейвидас встал в пару с другой американкой — Кэтрин Копели. В 2008 году они сменили наставников и перешли под руководство Игоря Шпильбанда и Марины Зуевой. Наивысшими результатами дуэта являются 10-е место на чемпионате Европы 2009 годаи 14-е места на чемпионатах мира 2008 и 2009 годов.
Результат, показанный парой на чемпионате мира 2009, позволил им получить для Литвы одну лицензию в танцах на льду на Олимпийские игры в Ванкувере.
Однако в ноябре 2009 года президент Литвы Даля Грибаускайте приняла решение не предоставлять литовское гражданство Кэтрин Копели, так как она недостаточно интегрирована в литовское общество. Таким образом пара Копели—Стагнюнас не смогла участвовать в Олимпийских играх 2010 (так как в Литве не нашлось другого танцевального дуэта высокого уровня, завоеванная лицензия пропала). Сразу после известия об отказе в гражданстве пара снялась со своего второго этапа Гран-при (на этапе в Москве они были 8-ми), а Президент литовской федерации фигурного катания Лилия Ванагене в январе 2010 года сообщила о серьёзной травме у Копели. В чемпионатах Европы и мира 2010 года спортсмены не участвовали, а затем Кэтрин приняла решение закончить любительскую спортивную карьеру.
Дейвидас пробовал скататься с российской фигуристкой Яной Хохловой, партнёр которой, Сергей Новицкий, завершил карьеру из-за проблем со здоровьем, но новая пара не сложилась. Новой партнёршей Дейвидаса с сезона 2010—2011 стала Изабелла Тобиас, которая в сезоне 2007—2008 выступала за Грузию с Отаром Джапаридзе.
В декабре 2013 года Президент Литвы Даля Грибаускайте предоставила Изабелле Тобиас гражданство Литвы, таким образом они с Дейвидасом смогли принять участие в Олимпийских играх 2014 года и заняли там 17 место.

## Программы
(с И.Тобиас)
| Сезон     | Короткий танец                                    | Произвольный танец                                       |
| --------- | ------------------------------------------------- | -------------------------------------------------------- |
| 2012—2013 | Оклахома! Ричард Роджерс и Оскар Хаммерстайн      | Концерт для фортепиано с оркестром № 2 Сергей Рахманинов |
| 2011—2012 | Shakira Medley                                    | Let’s Twist Again Only You Tutti Frutti                  |
| 2010—2011 | «Вальс цветов» из балета Щелкунчик П.И.Чайковский | «Отверженные» Клод-Мишель Шёнберг                        |

## Спортивные достижения

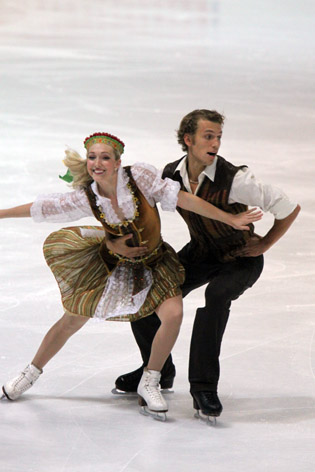
Кэтрин Копели и Дейвидас Стагнюнас в 2009 году.

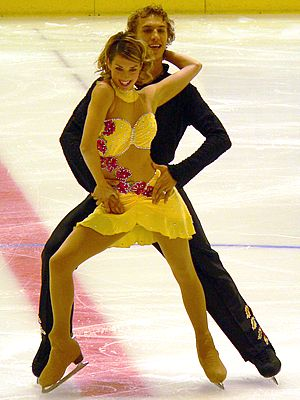
Кайла Николь Фрей и Дейвидас Стагнюнас в 2005 году.

(с И. Тобиас)
| Соревнования                   | 2010—2011 | 2011—2012 | 2012—2013 |
| ------------------------------ | --------- | --------- | --------- |
| Чемпионаты мира                | 14        | 18        | 15        |
| Чемпионаты Европы              | 12        | 9         |           |
| Чемпионаты Литвы               | 1         | 1         |           |
| Этапы Гран-при: Rostelecom Cup |           | 5         |           |
| Этапы Гран-при: Skate America  |           | 3         |           |
| Nebelhorn Trophy               | 11        | 5         |           |
| Icechallenge                   | WD        |           |           |
| NRW Trophy                     | 3         |           |           |
| Золотой конёк Загреба          |           |           | 4         |
| Мемориал Павла Романа          |           |           | 4         |

WD = снялись с соревнований
(с К. Копели)
| Соревнования                   | 2006—2007 | 2007—2008 | 2008—2009 | 2009—2010 |
| ------------------------------ | --------- | --------- | --------- | --------- |
| Чемпионаты мира                | 23        | 14        | 14        |           |
| Чемпионаты Европы              | 18        | 12        | 10        |           |
| Чемпионаты Литвы               | 1         | 1         | 1         | 1         |
| Этапы Гран-при: Rostelecom Cup |           | 5         | 6         | 8         |
| Этапы Гран-при: Skate America  |           |           | 8         |           |
| Nebelhorn Trophy               | 6         |           |           | 3         |
| Золотой конёк Загреба          | 3         | 3         |           |           |

(с Фрей)
| Соревнования                        | 2003—2004 | 2004—2005 | 2005—2006 |
| ----------------------------------- | --------- | --------- | --------- |
| Чемпионаты мира среди юниоров       |           | 19        |           |
| Чемпионаты Литвы                    | 2         | 2         | 2         |
| Этапы юниорского Гран-при, США      |           | 10        |           |
| Этапы юниорского Гран-при, Хорватия |           |           | 7         |
| Этапы юниорского Гран-при, Австрия  |           |           | 1         |